# São Miguel do Pinheiro
São Miguel do Pinheiro é uma povoação portuguesa do Município de Mértola que foi sede da extinta Freguesia de São Miguel do Pinheiro, freguesia que tinha 139 km² de área e 596 habitantes (2011), e, por isso, uma densidade populacional de 4,3 hab/km².
A Freguesia de São Miguel do Pinheiro foi extinta (agregada) pela reorganização administrativa de 2013, tendo o seu território sido agregrado ao das Freguesias de São Pedro de Solis e de São Sebastião dos Carros para criar a Freguesia de São Miguel do Pinheiro, São Pedro de Solis e São Sebastião dos Carros.
São Miguel do Pinheiro situa-se junto da Ribeira de Carreiras, um afluente do Guadiana, a cerca de 25 km da sede do município. Além da sede, a Freguesia estendia-se pelas localidades de Alcaria Longa, Boavista, Castanhos, Corredoura, Diogo Martins, Espargosa, Góis, Lobato, Manuel Galo, Monte Agudo, Monte da Corcha, Monte das Fontes, Monte Gato, Monte Novo de Marreiros, Monte Santana, Murteira, Negracho, Pereiras, Penedos, Roncão, Serranos e Vaqueiros.

## História
As origens do povoamento na freguesia remontam a época da ocupação romana, a avaliar pelos vestígios arqueológicos encontrados na denominada Fortaleza de Manuel Galo, datados segundo os arqueólogos do século I A.C., assim como outros vestígios encontrados noutros locais entre eles o de Alcaria Longa. Essas localidades continuaram a ser habitadas e outras foram criadas na época muçulmana. A sede de freguesia, inicialmente denominada apenas por Pinheiro, terá sido a sede da paróquia, somente a partir do inicio do século XVI, já que segundo relatos de visitadores da Ordem de Santiago em 1492, a sede inicial seria em Alcaria do Gato, atual Monte Gato. Desde épocas remotas que o Homem aproveita as forças da natureza em seu beneficio. Introduzidos em Portugal por volta do século XIII os moinhos desempenharam, até meados da centúria passada, um importante papel económico e social nas comunidades para os quais trabalhavam. Quer nos rios e ribeiras, quer no alto dos montes, os moinhos do concelho de Mértola, são uma marca da civilização e um símbolo da presença humana nos locais mais variados. Laborando em épocas do ano distintas, os moinhos de vento, como os três que existiram em S. Miguel, eram vitais quando os caudais do Guadiana e das varias ribeiras desciam, impedindo que a força das águas fizesse rodar as mós e transformar o grão em farinha. Quando o vento sopra, o moinho do século XVIII, e recentemente restaurado, que se situa ao lado da sede da Junta de Freguesia, o moleiro iça as velas e o zunido produzido pelos búzios, invade a aldeia de S. Miguel do Pinheiro, como se o moinho no alto do monte, fizesse questão de lembrar, que ainda está vivo e que o seu trabalho é essencial para manter a memória e as tradições do concelho de Mértola. Símbolo da Freguesia, o moinho de vento de S. Miguel está na origem de um dos produtos tradicionais mais apreciados, como é o pão de trigo cozido ainda na região em fornos de lenha. Nas proximidades está o Museu de S. Miguel, que alberga dezenas de artefactos desta arte e é um local a visitar.

## População
| População da freguesia de São Miguel do Pinheiro (1864–2011) | População da freguesia de São Miguel do Pinheiro (1864–2011) | População da freguesia de São Miguel do Pinheiro (1864–2011) | População da freguesia de São Miguel do Pinheiro (1864–2011) | População da freguesia de São Miguel do Pinheiro (1864–2011) | População da freguesia de São Miguel do Pinheiro (1864–2011) | População da freguesia de São Miguel do Pinheiro (1864–2011) | População da freguesia de São Miguel do Pinheiro (1864–2011) | População da freguesia de São Miguel do Pinheiro (1864–2011) | População da freguesia de São Miguel do Pinheiro (1864–2011) | População da freguesia de São Miguel do Pinheiro (1864–2011) | População da freguesia de São Miguel do Pinheiro (1864–2011) | População da freguesia de São Miguel do Pinheiro (1864–2011) | População da freguesia de São Miguel do Pinheiro (1864–2011) | População da freguesia de São Miguel do Pinheiro (1864–2011) |
| ------------------------------------------------------------ | ------------------------------------------------------------ | ------------------------------------------------------------ | ------------------------------------------------------------ | ------------------------------------------------------------ | ------------------------------------------------------------ | ------------------------------------------------------------ | ------------------------------------------------------------ | ------------------------------------------------------------ | ------------------------------------------------------------ | ------------------------------------------------------------ | ------------------------------------------------------------ | ------------------------------------------------------------ | ------------------------------------------------------------ | ------------------------------------------------------------ |
| 1864                                                         | 1878                                                         | 1890                                                         | 1900                                                         | 1911                                                         | 1920                                                         | 1930                                                         | 1940                                                         | 1950                                                         | 1960                                                         | 1970                                                         | 1981                                                         | 1991                                                         | 2001                                                         | 2011                                                         |
| 1 692                                                        | 1 898                                                        | 1 881                                                        | 1 841                                                        | 1 938                                                        | 1 996                                                        | 2 161                                                        | 2 360                                                        | 2 326                                                        | 2 148                                                        | 1 656                                                        | 1 331                                                        | 1 041                                                        | 880                                                          | 596                                                          |

No censo de 1864 figura com a designação de Pinheiro

## Gastronomia
São Miguel do Pinheiro tem pratos típicos que são iguarias da região: Açorda Alentejana, Migas, Cozido de Couve, Cozido de Grão, Sopas de Toucinho, Cabidela de Frango e Ensopado de Borrego.

## Habitantes ilustres
- António Raposo Tavares, famoso bandeirante paulista do século XVII.